# Zachria
Zachria là một chi nhện trong họ Sparassidae.